# سايتشي مارويا
سايتشي مارويا (باليابانية: 丸谷才一)‏ (27 أغسطس 1925 في تسوروكا، ياماغاتا - 13 أكتوبر 2012 في طوكيو (اليابان)) ناقد أدبي، وروائي، وكاتب مقالات، وأستاذ جامعي، ومترجم، وكاتب من اليابان.

## الجوائز
- وسام الثقافة
- جائزة أكوتاغاوا[6]
- جائزة  كيكوتشي كان  [لغات أخرى]‏
- جائزة كواباتا  [لغات أخرى]‏
- Izumi Kyōka Prize for Literature [الإنجليزية]‏
- جائزة تانيزاكي [الإنجليزية]‏
- صاحب الاستحقاق الثقافي  [لغات أخرى]‏